# Reichsstift

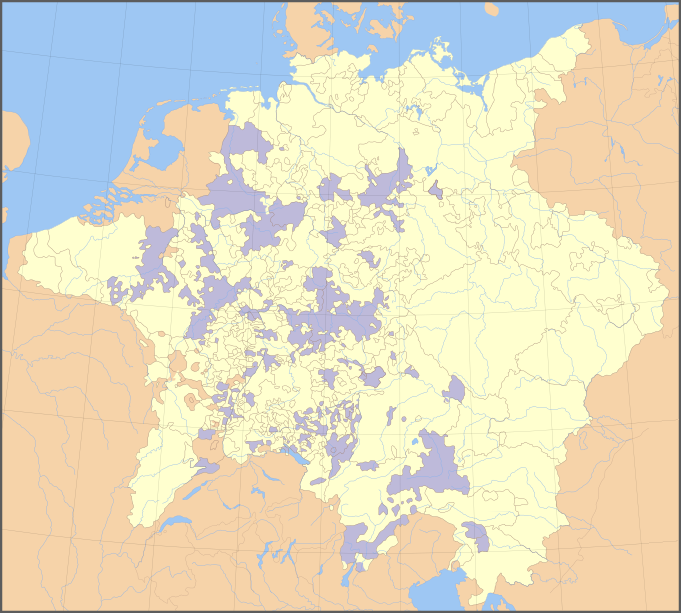
Les domaines ecclésiastiques du Saint-Empire (en violet) vers l'an 1648.

Le terme Reichsstift désigne, dans le périmètre de juridiction du Saint-Empire romain germanique, un domaine territorial donné à une institution religieuse (la cathèdre d'un évêché ou d'une abbaye) qui bénéficie de l'immédiateté impériale. À ce titre, un prince-évêque ou un abbé qui avait acquis des possessions importantes jouissait de droit souverains d'administration et de juridiction sur ces biens qui faisaient partie intégrantes des territoires de l'Empire. En sa qualité de seigneur temporel il pouvait prétendre à être membre parmi les personnes et les corporations ayant droit de siéger et de voter à la diète d'Empire comme États impériaux.

## Spécialisation
Des domaines religieux du Saint-Empire se sont développés dans le système d'Église d'Empire (Reichskirchensystem) créé par les dynasties des Ottoniens et Saliens dans l'Allemagne du haut Moyen Âge. On faisait alors la distinction entre le territoire séculaire, la principauté, qui comprenait les donations en terrain et que l'on appelait le « Hochstift », et de la région de juridiction épiscopale spirituelle, le « Bistum », c'est-à-dire le diocèse. Les périmètres des deux entités ne coïncidaient d'ailleurs pas toujours, la partie séculaire étant souvent bien plus petite que le domaine de responsabilité spirituelle qui pouvait comprendre des territoires de princes séculiers ou des villes libre d'Empire.
Le terme Reichsstift se spécialise en :
- Erzstift, territoire d'un archevêque ;
- Hochstift, territoire d'un prince-évêque ;
- des domaines appartenant à une abbaye impériale (Reichsabtei) ou à un prince-prévôt.

Cela débouchait sur une famille de dénominations de princes d'église au sens séculaire du mot, comme  « Fürstbischof » (prince-évêque), « Fürsterzbischof » (prince-archevêque), « Fürstabt » (prince-abbé) ou « Fürstäbtissin » (prince-abbesse), l'institution est un Fürsterzbistum » (principauté archiépiscopale), Fürstabtei » (principauté abbatiale) etc.
Il y a une subtile différence entre « Hochstift » qui signifie donation possédé par une personne de rang ecclésiastique élevé sans trop de précision sur la nature du rang, et qui est membre des états généraux et « Erzstift », terme  désignant la propriété d'un prince-archevêque comme l'archevêché de Magdebourg. Dans le cas de princes-electeurs qui sont simultanément archevêques, et il y en avait au moins trois, à Cologne, Mayence et Trèves, il convenait d'ajouter ce droit supplémentaire : le terme approprié est « Kurerzstift ».
Des développements similaires conduisaient certains abbayes impériales ou certains collèges réguliers, comme la « Fürstpropstei » de Berchtesgaden, qui avaient acquis des droits féodaux d'obtenir la reconnaissance impériale comme principauté (« Fürstentum »). Les prévôts et abbés de ces institutions bénéficient d'un statut particulier lors des diètes d'Empire.

## Articles liés
- Stift (Institution)

## Note
- Notices d'autorité :   - GND